# Isidre Elias
Isidre Elias (Cervera, Segarra) fou un compositor, organista, pianista i director del segle xix.
Deixeble de G. Balart, va dirigir l’orfeó de la seva ciutat natal, Cervera, el 1863. D’ell es conserva un motet dedicat al Santíssim Sacrament, Bone Pastor, per a tenor, orgue o harmònium, al fons musical de la Catedral-Basílica del Sant Esperit de Terrassa (TerC).